# Penstemon scariosus
Penstemon scariosus är en grobladsväxtart som beskrevs av Francis Whittier Pennell. Penstemon scariosus ingår i släktet penstemoner, och familjen grobladsväxter.

## Underarter
Arten delas in i följande underarter:
- P. s. albifluvis
- P. s. cyanomontanus
- P. s. garrettii